# Exequiel Palacios
Exequiel Alejandro Palacios, född 5 oktober 1998 i Famaillá, Tucumán, är en argentinsk fotbollsspelare som spelar för Bayer Leverkusen. Han representerar även det argentinska landslaget. Han är en ungdomsprodukt av River Plate. Han var med och vann Fotbolls-VM 2022 i Qatar med Argentina.

## Klubblagskarriär

### River Plate
Palacios är en egen produkt från River Plate. Han gjorde sin ligadebut den 8 november 2015 mot Newell's Old Boys. Han  gjorde sitt sista framträdande för sin barndomsklubb i finalen av Copa Argentina den 13 december 2019, då han spelade 79 minuter i en 3-0-seger över Central Córdoba.

### Bayer Leverkusen
Den 16 december 2019 meddelade den tyska klubben Bayer Leverkusen att Palacios skulle ansluta till klubben den 1 januari 2020 och skriva på ett femårigt avtal med klubben. Den 26 september 2023 förlängde han sitt kontrakt till 2028. Säsongen 2023/2024 var han med och vann klubbens första ligatitel efter att gått genom hela ligaspelet utan en enda förlust. Han var även med och vann den tyska cupen samma säsong efter en förlustfri turnering. Klubbens enda förlust under säsongen kom i finalen av Europa League mot Atalanta där man förlorade med 3-0.

## Landslagskarriär
Palacios gjorde sin landslagsdebut för Argentina den 8 september 2020 i en 3-0-seger över Guatemala. I juni 2021 blev han uttagen till Copa America där Argentina gick och vann turneringen efter att ha besegrat Brasilien i finalen med 1-0. Han blev uttagen i Argentinas trupp till Fotbolls-VM 2022 i Qatar. Han spelade tre matcher i turneringen och den 18 december 2022 blev han världsmästare med Argentina efter att ha besegrat de regerande mästarna Frankrike i finalen efter straffar.
Den 15 juni 2024 togs han ut i truppen till Copa America i USA.

## Meriter
River Plate
- Copa Argentina: 2016–17, 2018–19
- Copa Libertadores: 2018

### Bayer Leverkusen
- Bundesliga: 2023–24
- DFB–Pokal: 2023–24

### Argentina
- Recopa Sudamericana: 2019
- Copa America: 2021
- Fotbolls-VM: 2022